# Silenziosa minaccia
Silenziosa minaccia (Sortilèges) è un film del 1945 diretto da Christian-Jaque. 
Il soggetto è tratto dal romanzo Le Chevalier de Riouclare di Claude Boncompain. L'adattamento è stato effettuato dallo stesso regista insieme a Jacques Prévert che in particolare ha curato i dialoghi.

## Trama
In un villaggio montano dell'Alvernia, nel XIX secolo, il sinistro Jean-Baptiste svolge non solo l'attività di "campanaro", che consiste nel suonare una campana in una baita sopra il villaggio per indicare il cammino ai viandanti in mezzo alle bufere, ma anche quella di "stregone". Pur essendo analfabeta possiede antichi libri che istruiscono sui più vari sortilegi e, grazie alla lettura dell'amico Fabret, riesce poi a metterli in atto. Fabret è poverissimo e, da quando è rimasto vedovo, ha grandi problemi di memoria. Sua figlia Catherine è molto bella ma da tempo è malata e depressa, anche perché l'uomo di cui è innamorato, il boscaiolo Pierre, si è promesso a Marthe, la figlia dell'oste, che ha una ricchissima dote.
Avvistato un mercante di cavalli in difficoltà, il campanaro lo colpisce e uccide con la fionda e quindi lo deruba di un ingente bottino. Fa poi a metà con Fabret che avverte di non spendere nulla e di mantenere il segreto.
Il campanaro, innamorato anche lui di Catherine, va poi a casa di Fabret per farle un sortilegio a suo favore, e intanto scioglie quello precedente in quanto Marthe, che aveva fatto una fattura per gelosia, si è pentita dopo aver visto così male la sua rivale.
Fabret pur non rivelando niente, si fa sfuggire qualcosa con Marthe e promette alla figlia che presto non saranno più poveri. Rinfrancata da questo e dall'incontro con Pierre, Catherine torna in piena salute e incalza l'amato.
Marthe però fa altrettanto e stringe per il matrimonio, lasciando Pierre in una situazione imbarazzante. Durante la festa del paese, Catherine non regge alla vista dei due fidanzati e si allontana dai balli venendo seguita dal campanaro. Questi, insinuando che il suo innamorato segua il denaro, propone un turpe accordo con il quale la ragazza potrebbe arricchirsi e lui scapricciarsi.
Intanto, messo alle strette dal padre di Catherine, Pierre confessa pubblicamente di amare sua figlia. Per ripicca Marthe si scaglia contro Fabret accusandolo dell'omicidio del mercante di cavalli.
Nel caos la gendarmeria salva a fatica Fabret dal linciaggio, mentre Pierre vede scomparire Catherine col calesse del campanaro e li insegue a piedi. Nella baita, il campanaro, sorprendentemente non è più interessato allo scambio che aveva proposto, in quanto non vede più in Catherine quell'anima pura che lui bramava di possedere. Le chiede però di pronunciare il suo nome, Jean-Baptiste, col quale nessuno lo ha mai chiamato. All'arrivo di Pierre però, il campanaro inscena un amplesso con la ragazza, scatenando le ire del giovane. Nel trambusto la baita prende fuoco e il campanaro ha la peggio, non prima di aver detto a Pierre di non aver abusato di Catherine.
Giunge anche Frabet che vede il campanaro divincolarsi miracolosamente tra le macerie della baita in fiamme, e quindi lo uccide con un preciso colpo di fionda.
Pierre, sconfitto il campanaro insegue Catherine, fuggita per la vergogna, e la cerca in un posto impervio a loro caro. La ferma giusto in tempo prima che faccia sciocchezze e la abbraccia senza più alcun ripensamento sul loro amore.

## Produzione
Le riprese si sono svolte in piena occupazione nazista, tra il febbraio del 1944 e la fine di novembre dello stesso anno, tra le pendici del Puy de Sancy in Alvernia, e gli studios parigini di rue François 1er.
Il film fu uno dei migliori venti incassi dell'anno in Francia per quell'anno.